# Rosenheimer Volksstübl

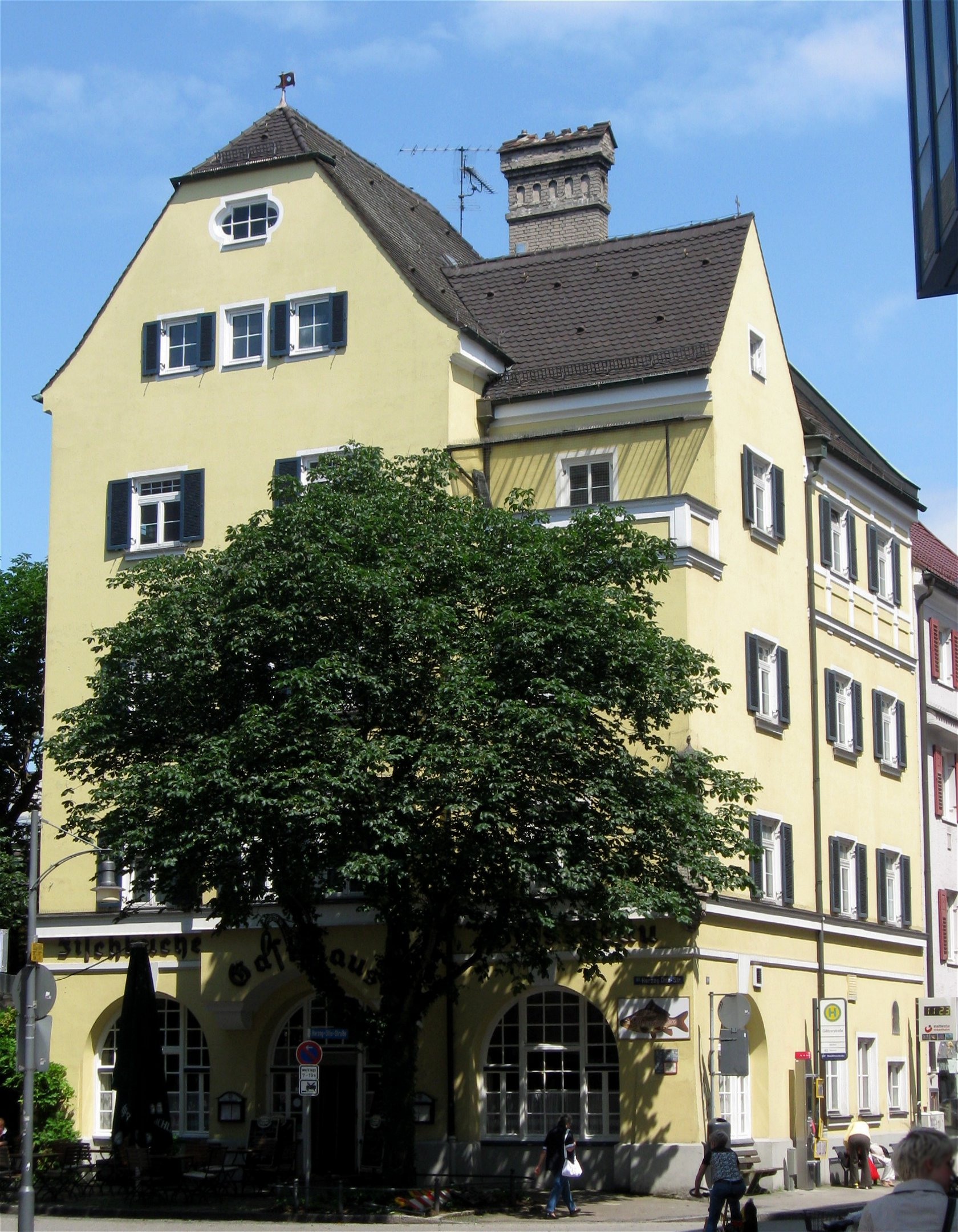
Gillitzerstraße 10 in Rosenheim

Das Rosenheimer Volksstübl in Rosenheim, einer Stadt im Regierungsbezirk Oberbayern im Alpenvorland, ist ein Wohn- und Gasthaus. Das Gebäude an der Gillitzerstraße 10 (Ecke Herzog-Otto-Straße) ist ein geschütztes Baudenkmal.

## Beschreibung
Das  Eckhaus wurde 1905/06 nach Plänen des Architekten Franz Xaver Knöpfle erbaut. Es besitzt vier Geschosse und eine aufgegliederte Dachzone. Der Gastraum im Erdgeschoss mit historischer Ausstattung und Wandmalereien ist vorbildlich renoviert. 
Ein erdgeschossiges ehemaliges Gartenhaus, erbaut nach 1906, schließt sich westlich im eingefriedeten Wirtsgarten an.